# Округ Банком (Северна Каролина)
Банком (енгл. Buncombe County) је округ у америчкој савезној држави Северна Каролина.

## Демографија
По попису из 2010. године број становника је 238.318, што је 31.988 (15,5%) становника више него 2000. године.
| Група             | 2000.           | 2010.           |
| Белци             | 180.721 (87,6%) | 201.241 (84,4%) |
| Афроамериканци    | 15.425 (7,5%)   | 15.211 (6,4%)   |
| Азијати           | 1.368 (0,7%)    | 2.417 (1,0%)    |
| Хиспаноамериканци | 5.730 (2,8%)    | 14.254 (6,0%)   |
| Укупно            | 206.330         | 238.318         |